# Тъмръш
 Тази статия е за едноименната област.  За селото вижте Тъмръш (село).  За помашката „република“ вижте Тъмръшка република.
Тъмръш е историко-географска област в Западните Родопи, в най-северните разклонения на рида Чернатица.
Обхваща басейна на река Тъмръшка и е част от среднопланинската територия на Западните Родопи, разчленена от притоците на Въча, Тъмръшка река и Чепеларска река. Покрита е с иглолисти и широколисти гори, а в билните части има и планински пасища.
Главни селища на Тъмръш са Тъмръш, Михалково, Скобелево, Чуруково (бивше Чурек, впоследствие Чуреково) и други, които влизат в т.нар. „Тъмръшка република“ през 1879-1886 г.